# Herz Jesu (Winterthur-Mattenbach)

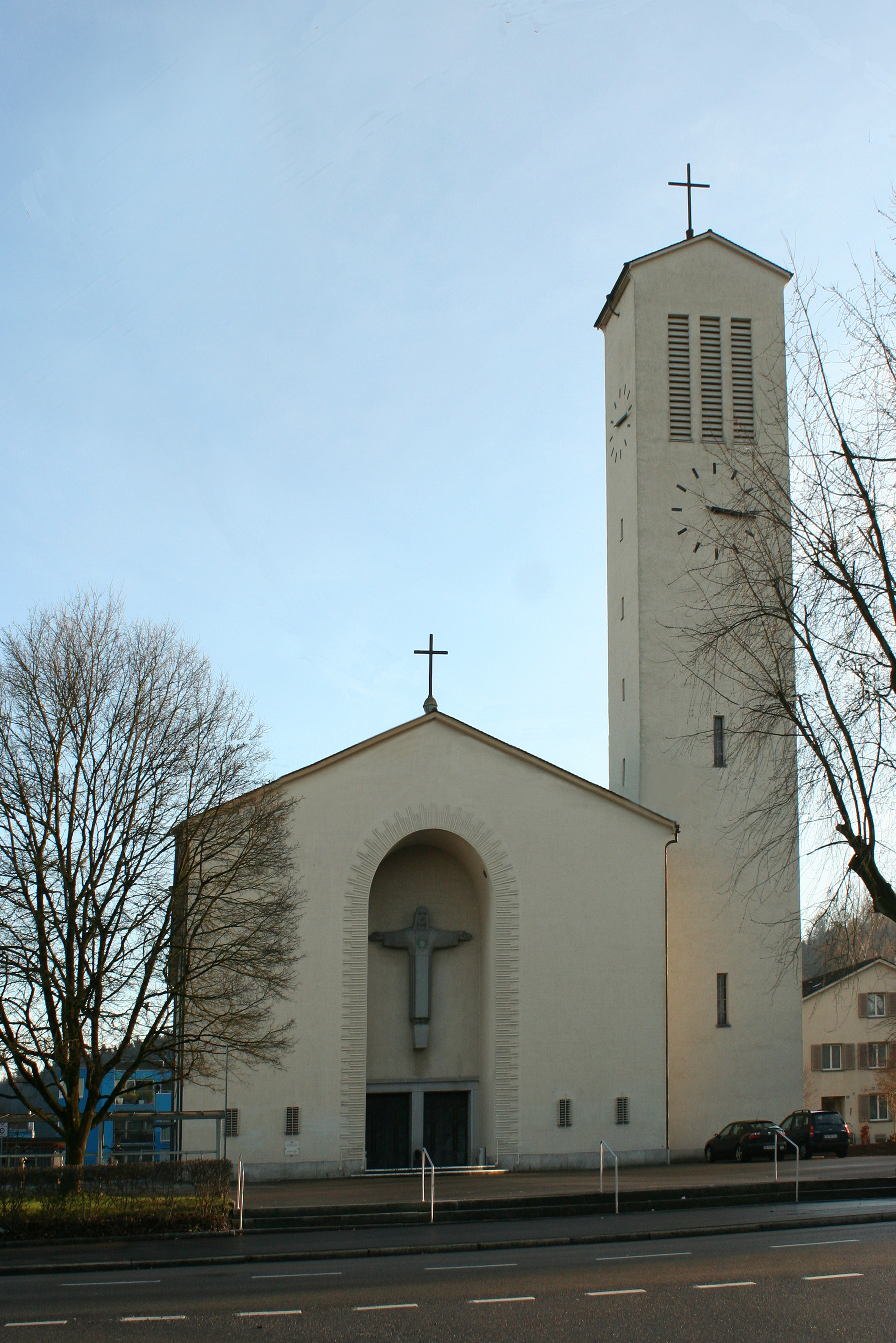
Kirche Herz Jesu

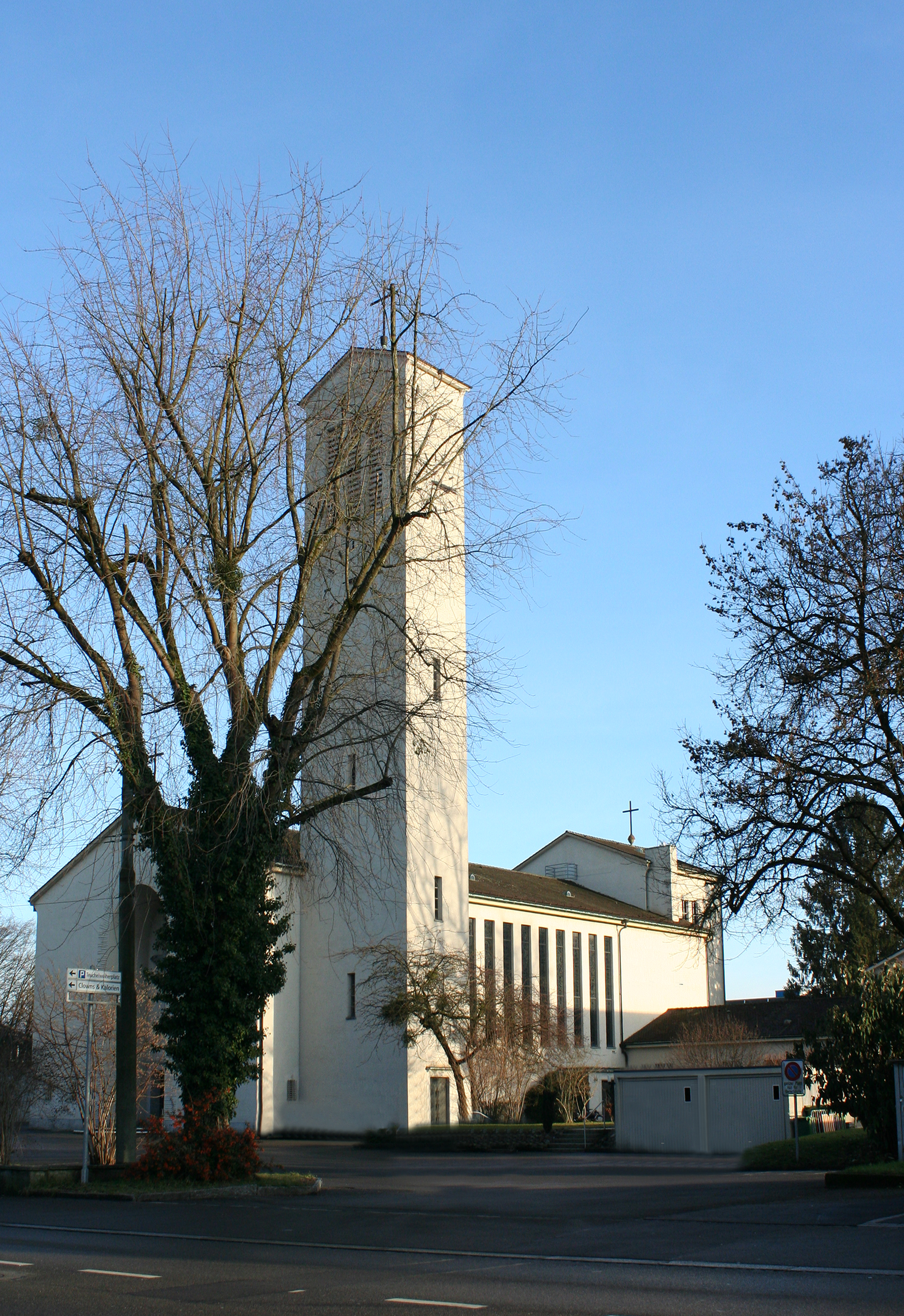
Ansicht von Westen

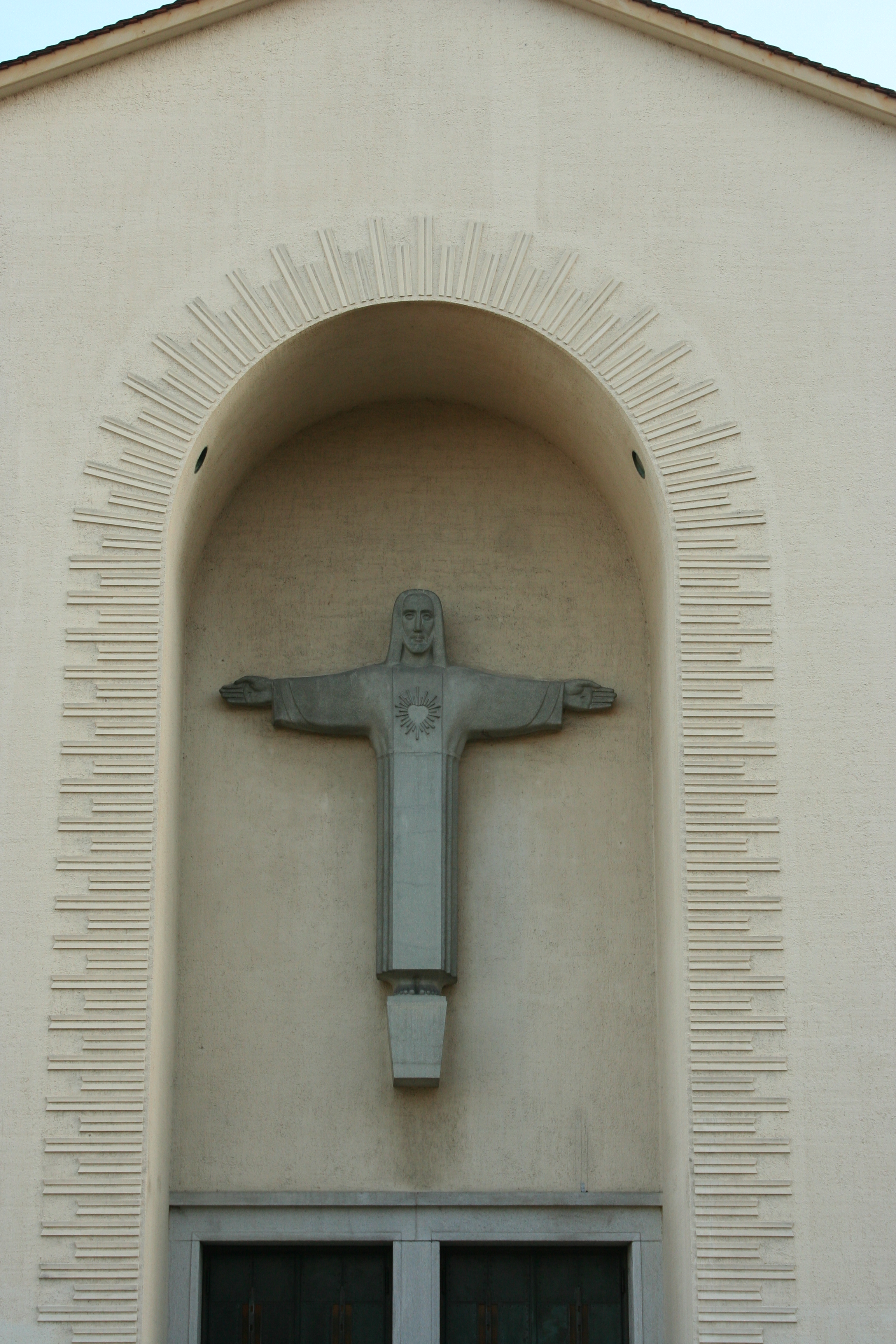
Christusfigur mit Herz Jesu

Die Kirche Herz Jesu ist die römisch-katholische Pfarrkirche im Winterthurer Stadtteil Mattenbach. Sie steht am Unteren Deutweg.

## Geschichte

### Vorgeschichte
Die Geschichte der Pfarrei Herz Jesu ist bis in die Mitte des 20. Jahrhunderts eng mit derjenigen der Pfarrei St. Peter und Paul Winterthur-Neuwiesen verknüpft. Im Mittelalter war die wichtigste Kirche von Winterthur die Laurentiuskirche, die seit der Reformation für reformierte Gottesdienste verwendet wird und unter dem Namen Stadtkirche Winterthur bekannt ist. Zwischen der Reformation im Jahr 1524 und dem Jahr 1807 waren im Kanton Zürich katholische Gottesdienste verboten. Das Toleranzedikt ermöglichte es den zugewanderten Katholiken im Kanton Zürich, an Gottesdiensten in der Stadt Zürich teilzunehmen. Im Jahr 1813 appellierten 50 in der Stadt Winterthur wohnhafte Katholiken an die Toleranz der Stadtväter, jedoch erst im Jahr 1862, als das Kloster Rheinau aufgehoben wurde und die weitere Verwendung dessen Vermögens durch den Kanton Zürich gesetzlich geregelt wurde, durfte in Winterthur der erste katholische Gottesdienst seit der Reformation stattfinden. Das sog. Erste zürcherische Kirchengesetz aus dem Jahr 1863 anerkannte neben Zürich auch die katholischen Kirchgemeinden in Winterthur, Rheinau ZH und Dietikon (die letzten beiden waren traditionell katholische Orte), sodass in Winterthur eine katholische Gemeinde aufgebaut werden durfte. Im Jahr 1868 wurde die neu erbaute Kirche St. Peter und Paul im Beisein von Vertretern der kantonalen Regierung samt Staatsschreiber und Dichter Gottfried Keller sowie des Stadtrats von Winterthur eröffnet. Die Gründung weiterer Pfarreien im Kanton sowie in Winterthur wurde jedoch staatlich nicht anerkannt, weshalb diese auf privat- und vereinsrechtlicher Basis aufgebaut werden mussten, darunter auch die Pfarrei Herz Jesu Mattenbach.

### Entstehungs- und Baugeschichte
Mattenbach ist der jüngste Stadtteil von Winterthur und befindet sich zwischen den Quartieren Stadt und Seen. Dieses Gebiet war lange unbesiedelt, erfuhr aber nach dem Bau der Tösstal- und St. Gallerstrasse ab den 1870er Jahren einen Aufschwung. Infolge der Nähe zur Industrie entstanden ab den 1880er Jahren auch Genossenschaftssiedlungen. Ein weiterer Bauboom fand bis zur Mitte des 20. Jahrhunderts statt. Da sich unter den zugezogenen Bewohnern immer mehr auch Katholiken befanden, entstand in den 1920er Jahren der Wunsch nach einer eigenen katholischen Kirche. Per 1. Januar 1929 kaufte die katholische Kirchgemeinde der Stadt Winterthur den Bauplatz der heutigen Kirche Herz Jesu. Am 27. August 1933 fand die Grundsteinlegung statt, am 28. Oktober 1934 wurde die Kirche Herz Jesu eingeweiht und gleichzeitig zum Pfarrrektorat erhoben. Im Jahr 1960 fand eine erste Innenrenovierung der Kirche statt, nach dem Zweiten Vatikanischen Konzil in den 1970er-Jahren eine Umgestaltung des Altarraumes sowie die Erhebung zu einer eigenständigen Pfarrei. 2017 bis 2018 wurde die Kirche durch das Architekturbüro Fässler und Partner umfassend saniert.
Die Pfarrei Herz Jesu gehört zusammen mit den anderen katholischen Pfarreien der Stadt zur Kirchgemeinde Winterthur. Diese ist mit ihren 23'622 Mitgliedern (Stand 2021) die grösste katholische Kirchgemeinde des Kantons Zürich.

## Baubeschreibung

### Äusseres und Namensgebung
Die Kirche Herz Jesu befindet sich an der Kreuzung Unterer Deutweg/Zeughausstrasse und zeigt ihre Schaufassade den Passanten dieser Strassenkreuzung, weshalb die Kirche nicht wie traditionell üblich geostet ist, sondern gegen Südosten ausgerichtet ist. Es handelt sich um einen Längsbau mit angebautem Kirchturm. Dieser birgt ein vierstimmiges Geläute, welches von Fritz Hamm, Staad gegossen wurde und in der Tonfolge c, es, f, as erklingt. Rechts davon befindet sich das Pfarrhaus, links davon das nach dem Zweiten Weltkrieg erbaute Pfarreizentrum. Der Gestus des Kirchbaus verrät moderne Züge, gut ersichtlich am grossen Rundbogen, der an der Schauseite der Kirche in das Gebäude eingelassen ist. Der monumentale Charakter der Kirche lässt sich aus der Diasporasituation und der zur Zeit der Erbauung herrschenden Wirtschaftskrise erklären, die bei den Initiatoren der Kirche den Wunsch aufkommen liessen, eine prägende, beeindruckende Gestaltung des Kirchbaus zu realisieren. Im Rundbogen befindet sich eine Christusstatue, die das geöffnete Herz Jesu präsentiert und damit auf die Namensgebung der Kirche verweist.
Die Herz-Jesu-Verehrung fand im 19. und 20. Jahrhundert einen Aufschwung und ist als Antwort der katholischen Gläubigen auf die Auswirkungen des Kulturkampfs zu verstehen. Die nur wenige Jahre zuvor erbaute Kirche Herz Jesu Zürich-Wiedikon ist ein zweiter Zeitzeuge für die Bedeutung der Herz-Jesu-Verehrung in der Zürcher Diaspora in jener Zeit.

### Innenraum und künstlerische Ausstattung

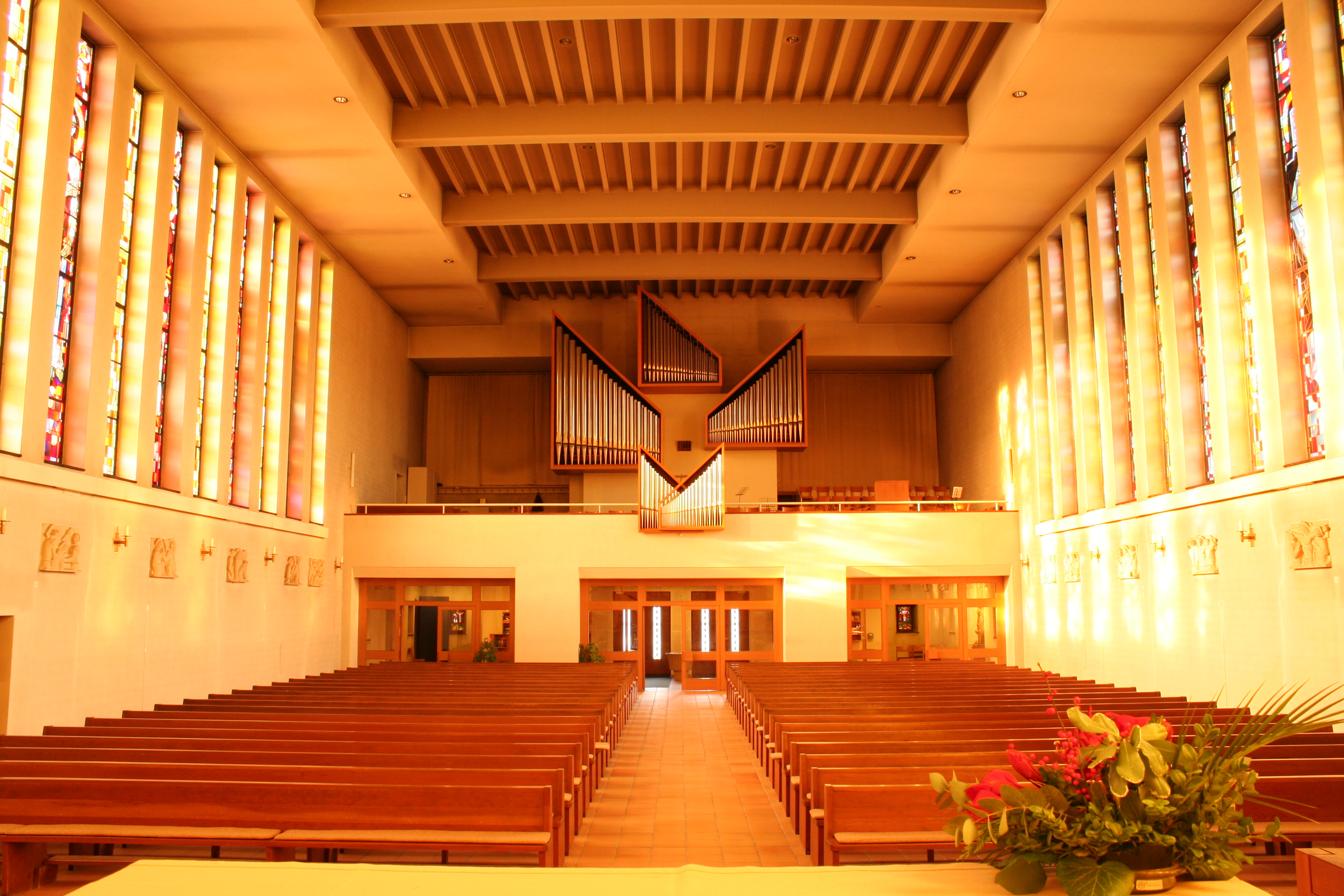
Innenansicht

Durch die zwei Hauptportale der Kirche gelangt man zunächst in einen Vorraum, der sich unter der Orgelempore der Kirche befindet und an den auf der linken Seite die frühere Taufkapelle angegliedert ist. Durch drei Schwingtüren gelangt man in den Hauptraum der Kirche. Hohe, rechteckige Fenster lassen gelb gefärbtes Tageslicht in den einschiffigen Raum eindringen, sodass der Innenraum bei entsprechender Sonneneinstrahlung in gelbgleissendes Licht getaucht ist. Die Monumentalität der Kirche wird im Innern durch die Dimensionen des Baus unterstrichen. Als Wegkirche konzipiert, führt das Gotteshaus den Gläubigen zum liturgischen Geschehen im durch mehrere Stufen vom Kirchenschiff abgehobenen Altarraum. Die Decke der Kirche ist ähnlich konstruiert wie die Betondecke der fast zeitgleich errichteten Kirche Bruder Klaus in Zürich-Unterstrass. Wie in jener Kirche ursprünglich auch ist das zentrale Gestaltungselement in der Herz Jesu-Kirche Winterthur ein grosses Kreuz, das an der Wand des gerade abgeschlossenen Chors angebracht ist. Acht Glasfenster von Giuseppe Scartezzini aus den Jahren 1934/35.
Als im Zuge des Zweiten Vatikanischen Konzils der Gemeinschaftscharakter von Priester und Gemeinde stärker betont wurde, gestaltete man den Chor der Kirche um. Es wurde eine aus Holz bestehende, halbrunde Chorwand eingebaut, die mittels einer kreisförmig in den Boden eingelassener Schiene je nach Bedarf in Richtung Kirchenwand oder in Richtung Kirchenschiff zu stehen kommt. Findet ein Gottesdienst mit grosser Gemeinde statt, befindet sich die Chorwand hinter dem Volksaltar und setzt dem monumentalen Kirchenraum ein Geborgenheit schenkendes Element entgegen. Findet dagegen ein Gottesdienst mit nur geringer Besucherzahl statt, kann die Chorwand um 180 Grad gedreht werden, sodass die wenigen Gläubigen im grossen Chor auf Stühlen Platz nehmen können und durch die Chorwand vom leeren Kirchenschiff abgeschirmt werden.
Bei der Sanierung der Kirche in den Jahren 2018 und 2018 wurde die halbrunde Chorwand vergoldet, um sie den älteren Heiligenstatuen anzugleichen. Zudem erhielten die Kreuzwegstationen eine Optik im Terracotta-Stil.

### Orgeln
Ab dem Jahr 1934 befand sich zuerst eine kleine Occasions-Orgel, gebaut von Orgelbau Späth, Rapperswil, mit 11 Registern auf zwei Manualen und Pedal. Später wurde die Disposition auf 13 Register erweitert. 
Am 14. Dezember 1969 wurde die heutige Orgel der Kirche eingeweiht. Es handelt sich um ein mechanisches Instrument mit 26 klingenden Registern auf zwei Manualen samt Pedal aus der Orgelbauwerkstatt Mönch und Prachtel aus Überlingen am Bodensee. 1993 wurde das Rückpositiv und ein neuer Spieltisch von der Orgelbaufirma Mönch hinzugebaut. Das Instrument hat seither 33 Register auf drei Manualen und Pedal.
| III Rückpositiv C–g3 |      |
| Copula               | 8′   |
| Viola                | 8′   |
| Praestant            | 4′   |
| Blockflöte           | 4′   |
| Doublette            | 2′   |
| Cymbel II            | 1⁄4′ |
| Cromorne             | 8′   |
| Tremulant            |      |

| I Hauptwerk C–g3 |       |
| Prinzipal        | 8′    |
| Hohlpfeife       | 8′    |
| Oktave           | 4′    |
| Spillflöte       | 4′    |
| Quinte           | 2 ⁄3′ |
| Superoktave      | 2′    |
| Mixtur V         | 1 ⁄3′ |
| Trompete         | 8′    |

| II Schwellwerk C–g3 |        |
| Holgedackt          | 8′     |
| Salicet             | 8′     |
| Prinzipal           | 4′     |
| Rohrflöte           | 4′     |
| Nasard              | 2 ⁄3′  |
| Waldflöte           | 2'     |
| Terz                | 1 3⁄5′ |
| Scharf IV           | 1′     |
| Sifflet             | 1'     |
| Vox humana          | 8′     |
| Basson-Hautbois     | 8′     |
| Tremulant           |        |

| Pedalwerk C–f1 |       |
| Praestant      | 16′   |
| Subbass        | 16′   |
| Offenbass      | 8′    |
| Gedacktpommer  | 8′    |
| Choralbass     | 4′    |
| Hintersatz IV  | 2 ⁄3′ |
| Fagott         | 16′   |

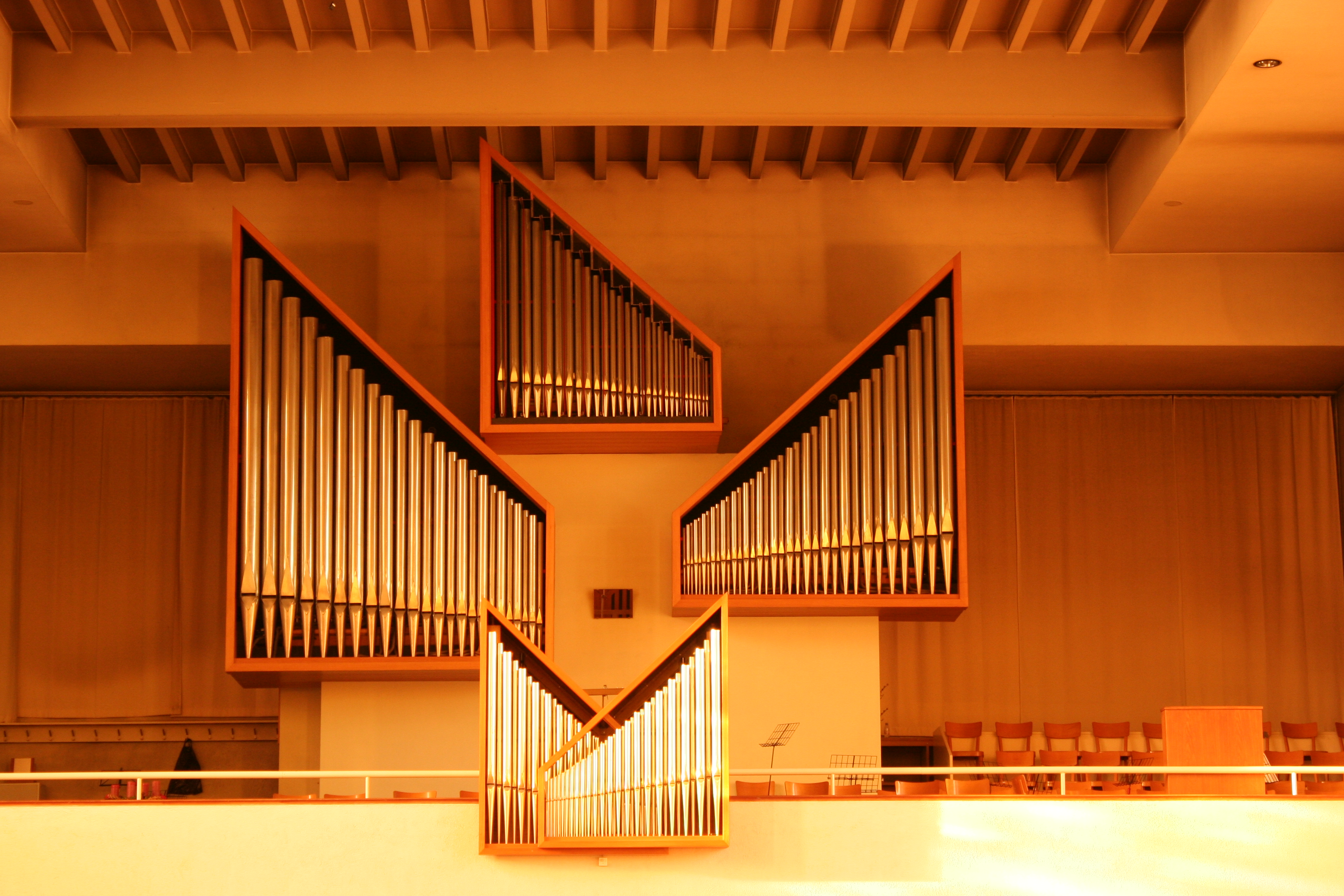
Mönch-Orgel von 1969

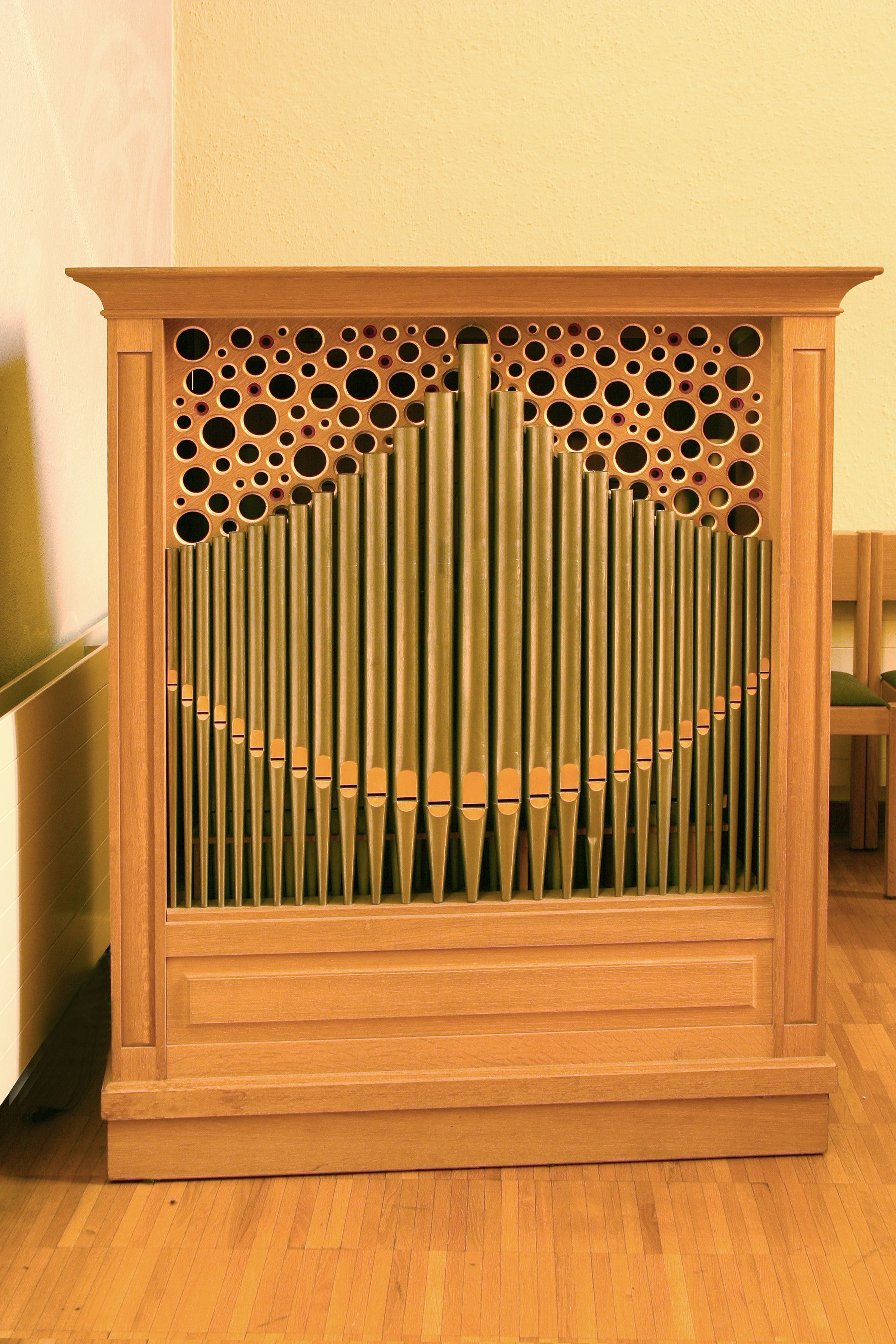
Orgelpositiv im Chor

- Koppeln: II/I, III/I, III/II, I/P, II/P, III/P

Im Chor der Kirche ist ein Orgelpositiv von Orgelbau Stemmer aufgestellt, welches für die Begleitung kleinerer Gottesdienste eingesetzt wird. Das Instrument besitzt vier Register: Principal 8′, Gedackt 8′, Flöte 4′ und Oktav 2′.